# Championnat du Danemark de football 1939-1940
Navigation
Saison précédente Saison suivante
La saison 1939-1940 du Championnat du Danemark de football est la 27e édition du championnat de première division au Danemark. Les 10 meilleurs clubs du pays sont regroupés au sein d'un poule unique où chaque formation rencontre tous ses adversaires 2 fois, à domicile et à l'extérieur. 
L'invasion du Danemark par les armées du Troisième Reich, le 9 avril 1940, va complètement bouleverser le pays et l'organisation du football : il n'y a pas de relégué en fin de saison et la compétition comportera la saison prochaine l'ensemble des clubs de D1 et D2, soit 22 clubs.
C'est le KB Copenhague qui remporte la compétition en terminant en tête de la poule. C'est le 8e titre de champion du Danemark de l'histoire du club.

## Les 10 clubs participants
| - KB Copenhague - B 93 Copenhague - BK Frem Copenhague - Boldklubben 1903 - Akademisk Boldklub | - AaB Aalborg - AGF Aarhus - Fremad Amager - Hobro IK - Køge BK - Promu de D2 |

## Compétition

### Classement
Le barème utilisé pour établir le classement est le suivant :
- Victoire : 2 points
- Match nul : 1 point
- Défaite : 0 point

| Rang | Équipe              | Pts | J  | G | N | P  | Bp | Bc | Diff |
| ---- | ------------------- | --- | -- | - | - | -- | -- | -- | ---- |
| 1    | KB Copenhague       | 24  | 18 | 9 | 6 | 3  | 45 | 27 | +18  |
| 2    | Fremad Amager       | 22  | 18 | 7 | 8 | 3  | 44 | 36 | +8   |
| 3    | B 93 Copenhague (T) | 20  | 18 | 8 | 4 | 6  | 45 | 36 | +9   |
| 4    | Køge BK (P)         | 20  | 18 | 8 | 4 | 6  | 35 | 34 | +1   |
| 5    | BK Frem Copenhague  | 20  | 18 | 7 | 6 | 5  | 39 | 38 | +1   |
| 6    | Boldklubben 1903    | 19  | 18 | 8 | 3 | 7  | 39 | 34 | +5   |
| 7    | AaB Aalborg         | 17  | 18 | 7 | 3 | 8  | 30 | 32 | -2   |
| 8    | Akademisk Boldklub  | 15  | 18 | 5 | 5 | 8  | 35 | 37 | -2   |
| 9    | AGF Aarhus          | 12  | 18 | 5 | 2 | 11 | 26 | 49 | -23  |
| 10   | Hobro IK            | 11  | 18 | 3 | 5 | 10 | 20 | 35 | -15  |

|  | Champion du Danemark 1939-1940                         |
|  | Relégation en deuxième division                        |
|  | (T) : Tenant du titre (P) : Promu de deuxième division |

## Bilan de la saison
| Tableau d'Honneur                   |               |
| Compétition                         | Vainqueur     |
| Championnat du Danemark de football | KB Copenhague |

| Promotion et relégation      |                                  |
| Relégué en deuxième division | Aucun (passage de 10 à 22 clubs) |
| Promus en Meistersbaksserien | 12 clubs de D2                   |